# Mone Inami
Mone Inami (稲見 萌寧 Inami Mone; * 29. Juli 1999 in Toshima, Präfektur Tokio) ist eine japanische Golferin.
Inami spielt seit 2018 auf der professionellen LPGA of Japan Tour, wo sie bisher zehn Turniere gewann. In der Saison 2020/21 führte sie die Geldrangliste der Tour an. Beim olympischen Golfturnier 2020 gewann sie die Silbermedaille.

## Biografie
Mone Inami wurde in Toshima, einem Stadtbezirk von Tokio, geboren und begann im Alter von neun Jahren auf Anregung ihres Vaters mit dem Golfspielen. Im Jahr 2012 gewann sie ostjapanische Golfmeisterschaft der Grundschulen. Bevor sie im Jahr 2018 ihre professionelle Karriere begann, besuchte sie die Nihon Uelnesu Supōtsu Daigaku (Japan Wellness Sports University) in Ibaraki.
2020 nahm Inami am olympischen Golfturnier teil und gewann nach vier Wettkampftagen im Stechen gegen Lydia Ko aus Neuseeland die Silbermedaille.
Seit 2021 wird Inami von dem japanischen Unternehmen Rakuten gesponsert.

## Erfolge
- 2019: Century 21 Ladies Golf Tournament
- 2020: Stanley Ladies Golf Tournament
- 2021: Meiji Yasuda Life Ladies Yokohama Tire Golf Tournament, Yamaha Ladies Open Katsuragi, Fujifilm Studio Alice Ladies Open, Fujisankei Ladies Classic, Chukyo TV Bridgestone Ladies Open
- 2021: olympisches Golfturnier im Dameneinzel (Silbermedaille)